# Caecilia albiventris
Caecilia albiventris Daudin, 1803 è un anfibio della famiglia Caeciliidae, endemico del Suriname.

## Distribuzione e habitat
La specie è endemica nel Suriname, dove occupa vari habitat umidi, tropicali o subtropicali.